# Squadra di Nibionno
La Squadra di Nibionno fu una speciale pieve amministrativa del Ducato di Milano costituitasi negli inizi del Quattrocento con capoluogo Nibionno secessionando dalla Pieve di Incino. La sua particolarità deriva dal fatto di non essersi evoluta come un calco di strutture religiose, ma di essere un puro risultato di dinamiche feudali.

## Storia
La Squadra di Nibionno era costituita da un insieme di diversi territori e comuni della Lombardia milanese accentrati attorno al comune di Nibionno, come ad esempio le odierne frazioni di Tabiago e Cibrone, il vicino paese di Costa Masnaga, Camisasca e Rogeno, tutte originariamente ricomprese nella Pieve di Incino.
La fondazione della Squadra di Nibionno risale al 1440, anno in cui venne affidata in un primo tempo a Luigi Dal Verme, nobile condottiero al soldo dei Visconti, passando poi agli Sfondrati. Secondo un antico modello romano, usualmente le pievi erano ripartite in quattro squadre che non costituivano organi amministrativi ma bensì circoscrizioni a fini fiscali, censuari, statistici e, appunto, elettorali, come collegi per determinare i seggi al Consiglio generale della pieve. I motivi per cui la Squadra riuscì ad affrancarsi dalla Pieve di Incino divenendo nei fatti, anche se non nel titolo, una pieve a sé, è oggetto di insoluto dibattito storiografico: si può ipotizzare che i feudatari siano riusciti a guadagnarsi un potere proprio talmente grande da elevare nei fatti il loro feudo al rango di baronia, dandogli una configurazione separata, ma non è da escludersi un'ipotesi che riconduce ad una vera e propria spartizione politica della Pieve di Incino che lasciò il vecchio capoluogo al Partito guelfo, staccandogli però le squadre periferiche a maggioranza ghibellina.
Dal Rinascimento dunque, il nibionnese costituì una circoscrizione amministrativa con un proprio Consiglio generale. Questo processo storico non deve comunque stupire, dato che in quei secoli il potere statale non aveva alcun interesse ad interferire con quello locale fintanto quanto gli venisse garantito quello che era il suo principale interesse, ossia il gettito fiscale. La struttura amministrativa si evolse dal basso, senza alcun inquadramento legislativo, e dunque la formazione di entità anomale non poteva nei fatti escludersi. La pieve rimase in auge sino al Settecento, venendo ingrandita con Mojana dalle riforme amministrative dell'Imperatrice Maria Teresa, e giungendo sino al 1797 quando perse la propria autonomia venendo soppressa dalla Repubblica Cisalpina in seguito all'arrivo dell'esercito di Napoleone.

## Territorio
Nella seconda metà del XVIII secolo, il territorio della corte era così suddiviso:
| Pieve civile                                                                           |
| Comune di Nibionno                                                                     |
| Comune di Casletto                                                                     |
| Comune di Mojana                                                                       |
| Comune di Rogeno                                                                       |
| Comune di Tregolo con Costa Masnaga Comune di Brenno con Camisasca Comune di Centemero |

Dal punto di vista ecclesiastico, tutto il territorio era a quel tempo incluso nella Pieve di Santa Maria Nascente di Erba.

## Fonti
- Storia di Nibionno, su comune.nibionno.lc.it.